# Первое правительство Иньиго Уркулью
Правительство И. Уркуллу или Баскское правительство X-го законодательного собрания — баскское правительство, находившееся у власти в период с 14 декабря 2012 года по 25 ноября 2016 года, сформированное после выборов в баскский парламент 2012 года. Законодательное собрание Басков впервые избрало Иньиго Уркуллу президентом при поддержке БНП. Только представители БНП вошли в правительство, разделенного на восемь департаментов, в каждом из которых есть министр.

## История
14 декабря 2012 года избрано первое правительство Иньиго Уркулью. 29 декабря 2014 года правительство Басков и Женералитат договорились выступить против мер «рецентрализации». 31 декабря 2015 года Иньиго Уркуллу заявил, что появится возможность «роста и создания рабочих мест». 9 февраля 2015 года уволен Абурто, Хуан Мария.

## Правительство
| Министерство                                              | Имя                          | Партия      | Правление             | Источник |
| --------------------------------------------------------- | ---------------------------- | ----------- | --------------------- | -------- |
| Президент                                                 | Иньиго Уркулью               | БНП         | 14.12.2012-25.11.2016 | [ 4 ]    |
| Министр юстиции и гос.управления                          | Джосу Эркорека               | БНП         | 17.12.2012-28.11.2016 | [ 5 ]    |
| Министр экономики                                         | Арантча Тапиа                | БНП         | 17.12.2012-28.11.2016 | [ 6 ]    |
| Министр соц.политики                                      | Хуан Мария Абурто            | БНП         | 17.12.2012-09.02.2015 | [ 7 ]    |
| Министр соц.политики                                      | Анхель Тонья                 | независимый | 09.02.2015-28.11.2016 | [ 8 ]    |
| Министр казначейства                                      | Рикардо Гацагаэчебаррия      | БНП         | 17.12.2012-09.02.2015 | [ 9 ]    |
| Министр культур образования, языковой политики и культуры | Кристина Уриарте             | независимый | 17.12.2012-09.02.2015 | [ 10 ]   |
| Министр безопасности                                      | Эстефания Бельтран де Эредиа | БНП         | 17.12.2012-09.02.2015 | [ 11 ]   |
| Министр здоровья                                          | Йон Дарпон                   | БНП         | 17.12.2012-09.02.2015 | [ 12 ]   |
| Министр экологии                                          | Ана Ореги                    | независимый | 17.12.2012-09.02.2015 | [ 13 ]   |